# Questa notte... forse sì
Questa notte... forse sì (Heute Nacht - eventuell) è un film del 1930 diretto da E.W. Emo.

## Produzione
Il film fu prodotto dall'Allianz Tonfilm GmbH di Berlino.

## Distribuzione
Distribuito dalla Messtro-Film-Verleih GmbH (Berlin), uscì nelle sale cinematografiche tedesche presentato a Berlino il 25 aprile 1930.
In Italia, nell'agosto 1930, la visione del film fu approvata con riserva e la pellicola fu distribuita in una versione di 1980 metri da cui erano state tolte tutte le scene parlate in lingua straniera.